# ورم كيسي مخاطي بنكرياسي
الورم الكيسي المخاطي للبنكرياس (اختصارًا MCN) هو نوع من الآفات الكيسية التي تحدث في البنكرياس، من بين الأفراد الذين خضعوا لعملية استئصال جراحي لكيس البنكرياس كان حوالي 23 بالمائة منهم عبارة عن أورام كيسية مخاطية. هذه الآفات حميدة على الرغم من وجود معدل مرتفع لتطور السرطان. على هذا النحو يجب متابعة الجراحة عندما يكون ذلك ممكنًا. معدل الورم الخبيث الموجود في MCN حوالي 10 بالمائة. إذا تم إجراء الاستئصال قبل ظهور الورم الخبيث الغازي يكون التشخيص ممتازًا. مدى الغزو هو العامل الوحيد الأكثر أهمية في التنبؤ بالبقاء على قيد الحياة.

## علم الأمراض
يُظهر التقييم النسيجي للشبكات المتعددة القنوات بطانة ظهارية عمودية منتجة للميوسين (المخاط) وتحيط بها سدى شبيه بالمبيض. قد يكون التكلس موجودًا. تشمل العوامل التي تتنبأ بالأورام الخبيثة: المظهر ذو المساكن والعقيدات الجدارية والبروزات الحليمية ونشاط المناعة p53 وفقدان السدى الشبيه بالمبيض.

## التشخيص
عادة ما يتم تشخيص الورم الكيسي المخاطي للبنكرياس من خلال التصوير. إذا كانت نتائج التصوير (التصوير المقطعي المحوسب / التصوير بالرنين المغناطيسي) غير واضحة فقد تكون الموجات فوق الصوتية بالمنظار مع الشفط بالإبرة الدقيقة (EUS-FNA) للكيس ضرورية. قد يساعد تحليل سائل الكيس في تمييز الأكياس المخاطية التي يحتمل أن تكون خبيثة (أورام كيسية مخاطية، و أورام مخاطية حليمية داخل الأقنية) من الأكياس غير المخاطية الحميدة.ومع ذلك لا يمكن أن يستبعد تحليل سائل الكيس وجود سرطان البنكرياس أو خلل التنسج عالي الدرجة.

## إدارة المرض
حيثما أمكن يفضل الاستئصال الجراحي للأورام الكيسية المخاطية. في الأفراد المؤهلين للخضوع لعملية جراحية والذين تبين أن لديهم أكياس بدون أعراض والتي تبدو أنها شبكات أورام كيسية مخاطية و أورام مخاطية حليمية داخل الأقنية حميدة، يمكن عندئذٍ النظر في التصوير بالترصد.
بعد الجراحة إذا كان النسيج المستأصل يتكون فقط من ورم كيسي مخاطي بدون سرطان فلن يكون من الضروري إجراء المزيد من التصوير بالترصد بعد الجراحة.
في الأفراد غير القادرين على الخضوع لعملية جراحية قد يكون هناك دور للاستئصال الموجَّه بالموجات فوق الصوتية بالمنظار (EUS) بغسل الكحول بحقن باكليتاكسيل. تم إجراء العلاج الموجه بالتصوير التنظيري بالموجات فوق الصوتية (EUS) بنجاح على الرغم من ضرورة وجود المزيد من البيانات وخاصة الدراسة المتوقعة. يبدو النهج الموجه بواسطة EUS أكثر فاعلية مع الأورام الكيسية المخاطية الأصغر حجمًا.

## علم الأوبئة
تعد الشبكات متعددة القنوات أكثر شيوعًا عند النساء. وجدت دراسة في عام 2012 أنه من بين الأفراد الذين خضعوا لعملية استئصال جراحي لكيس البنكرياس، كان حوالي 23 بالمائة منهم عبارة عن أورام كيسية مخاطية. معدل الورم الخبيث الموجود في MCN حوالي 10 بالمائة.غالبًا ما يكون الورم الخبيث موجودًا عند الأفراد الأكبر سنًا.